# نادي أتليتيكو بوليستانو
نادي أتليتيكو بوليستانو (Club Athletico Paulistano) المعروف باسم بوليستانو ، هو نادي رياضي واجتماعي من مدينة ساو باولو البرازيلية يقع في حي جارديم أمريكا ‏، بالقرب من المدينة. تأسس النادي في 29 ديسمبر 1900 كفريق لكرة القدم. وكان يعتبر أحد رواد الرياضة الأوائل في البرازيل، يظل نادي باوليستانو النادي الوحيد الذي فاز ببطولة ولاية ساو باولو أربع مرات متتالية. تخلى النادي عن كرة القدم بعد عام 1929. ومنذ ذلك الحين، تطورت لعبة كرة السلة لتصبح الرياضة الأهم للنادي. بالإضافة رياضات أخرى من بينها الجمباز وكرة الريشة والملاكمة والشطرنج.